# D.Ghangapur, Afzalpur
D.Ghangapur là một làng thuộc tehsil Afzalpur, huyện Gulbarga, bang Karnataka, Ấn Độ.